# Mikkel Svenstrup
Mikkel Svenstrup (født 1973) er en dansk økonom og investeringsdirektør. Han har siden 2020 været Chief Investment Officer (CIO) i den danske pensionskæmpe ATP (Arbejdsmarkedets Tillægspension), som forvalter over 700 milliarder danske kroner (2024). Før sin ansættelse i ATP har Svenstrup haft ledende roller i blandt andet Nordea og UBS Investment Bank.

### Karriere
Svenstrup er uddannet cand.polit. fra Københavns Universitet. Han har tidligere været ansvarlig for porteføljestyring og aktieinvesteringer i flere nordiske og internationale finansinstitutioner.
I april 2020 blev han udnævnt til investeringsdirektør i ATP, hvor han har det overordnede ansvar for forvaltningen af ATP’s investeringsportefølje, herunder både risikobaserede investeringer og garantiforpligtelser.

### Resultater og kritik
Under Svenstrups ledelse har ATP’s investeringsresultater været genstand for offentlig debat. I 2022 havde ATP et negativt investeringsafkast på 57,6 mia. kr. (før skat og omkostninger), svarende til -40,9 % på bonuspotentialeporteføljen. Det var et af de største tab i ATP’s historie.
Flere økonomer har kritiseret ATP’s risikostyring og investeringsstrategi, herunder en høj eksponering mod rentestigninger og komplekse, illikvide aktiver.

### Kontroverser
I 2023 blev det afdækket, at ATP havde investeringer i flere våbenproducenter, herunder selskaber som Elbit Systems og Lockheed Martin, der leverer våben og militært udstyr til konflikten i Mellemøsten. Kritikere, herunder NGO’er og menneskerettighedsgrupper, har udtrykt bekymring over mulige forbindelser til krænkelser af international humanitær ret i Gaza.
ATP har i presseudtalelser svaret, at alle investeringer foretages i overensstemmelse med selskabets retningslinjer for ansvarlige investeringer, og at porteføljen løbende vurderes i forhold til internationale konventioner og etiske hensyn.